# Hyposypnoides
Hyposypnoides is een geslacht van vlinders van de familie spinneruilen (Erebidae), uit de onderfamilie Calpinae.

## Soorten
- H. flandriana Berio, 1954
- H. pulverosa Kobes, 1985
- H. undina Kobes, 1985